# Срна Ђенадић
Срна Ђенадић (15.08.1996) српска је глумица.

## Биографија
Дипломирала је глуму на Факултету драмских уметности у Београду, у класи професора Драгана Петровића Пелета.

## Улоге

### Филмографија
| Год.       | Назив         | Улога                  | Напомена                            |
| ---------- | ------------- | ---------------------- | ----------------------------------- |
| 2020-е     |               |                        |                                     |
| 2020.      | Убице мог оца | Ања Савић              | ТВ серија, 1 еп.                    |
| 2020.      | Бакутра       | —                      | кратки филм; такође и сценаристкиња |
| 2021.      | Тома          | медицинска сестра 2    |                                     |
| 2021.      | Пресуда       | Маја                   | кратки филм                         |
| 2021—2022. | Коло среће    | Јелисавета Танасијевић | ТВ серија                           |
| 2022.      | Мала супруга  | Ђурђица Драгићевић     | ТВ серија, главна улога             |
| 2022.      | Корак назад   | Дуња                   | кратки филм                         |
| 2022.      | Траг дивљачи  | секретарица            |                                     |
| 2023.      | Траг дивљачи  | секретарица            | мини-серија, 1 еп.                  |
| 2023—2024. | Тома          | медицинска сестра      | ТВ серија, 2 еп.                    |

### Спотови
- Монсанто — Синк (2019)[3]
- Врати ми време — Јана Вуковић (2020)[4]